# Thermorthemis madagascariensis
Thermorthemis madagascariensis är en trollsländeart som först beskrevs av Jules Pièrre Rambur 1842.  Thermorthemis madagascariensis ingår i släktet Thermorthemis och familjen segeltrollsländor. IUCN kategoriserar arten globalt som livskraftig. Inga underarter finns listade i Catalogue of Life.